# ACS Chemical Neuroscience
ACS Chemical Neuroscience (nach ISO 4-Standard in Literaturzitaten mit ACS Chem. Neurosci. abgekürzt) ist eine seit 2010 erscheinende wissenschaftliche Peer-Review Fachzeitschrift, die von der American Chemical Society veröffentlicht wird und derzeit zweimal im Monat erscheint. Es werden Arbeiten veröffentlicht, die sich mit chemischen, biologischen und biophysikalischen Untersuchungsmethoden des Nervensystems beschäftigen.
Der Impact Factor lag im Jahr 2014 bei 4,362. Nach der Statistik des ISI Web of Knowledge wird das Journal mit diesem Impact Factor in der Kategorie medizinische  Chemie an vierter Stelle von 59 Zeitschriften, in der Kategorie Neurowissenschaften an 53. Stelle von 252 Zeitschriften und in der Kategorie Biochemie und Molekularbiologie an 69. Stelle von 289 Zeitschriften geführt.